# Macromitrium rusbyanum
Macromitrium rusbyanum är en bladmossart som beskrevs av Nathaniel Lord Britton 1896. Macromitrium rusbyanum ingår i släktet Macromitrium och familjen Orthotrichaceae. Inga underarter finns listade i Catalogue of Life.